# Shas Sheehan
Pour les articles homonymes, voir Sheehan.
Shaista Ahmad Sheehan, baronne Sheehan, née le 29 juillet 1959 est une femme politique britannique et une pair à vie libérale-démocrate depuis août 2015.

## Carrière
Sheehan est conseillère de Kew de 2006 à 2010. Elle est également candidate aux élections générales de 2010 et aux élections générales de 2015, à Wimbledon, terminant deuxième et troisième, ainsi qu'à l'élection de l'Assemblée de Londres de 2012. Elle vit à Putney.
Elle est créée pair à vie prenant le titre de baronne Sheehan, de Wimbledon dans le borough londonien de Merton et de Tooting dans le borough londonien de Wandsworth le 2 octobre 2015.
Entre 2015 et 2019, elle est membre du Comité spécial de la Chambre des lords sur l'énergie et l'environnement et depuis juillet 2019, elle est membre du Comité des sciences et de la technologie (Chambre des lords).